# أندرو ألين (لاعب هوكي الجليد)
أندرو ألين هو لاعب هوكي الجليد كندي، ولد في 2 أغسطس 1976 في Vankleek Hill, Ontario ‏ في كندا.

## وصلات خارجية
- أندرو ألين على موقع دوري الهوكي الوطني (الإنجليزية)
- أندرو ألين على موقع EliteProspects.com (الإنجليزية)
- أندرو ألين على موقع HockeyDB.com (الإنجليزية)